# José Agustín Marozzi
José Agustín Marozzi (* 29. Januar 1908 in Gessler; † 4. August 2000) war ein argentinischer Geistlicher.
Marozzi war der Sohn von Pedro Marozzi und Anunciada Budasti. 1921 begann er sein Studium am Priesterseminar von Santa Fe.
Marozzi wurde am 6. Januar 1933 von Nicolás Fasolino zum Priester geweiht. Papst Pius XII. ernannte ihn am 12. Juni 1957 zum Bischof von Resistencia. Am 18. August 1957 spendete Nicolás Fasolino, Erzbischof von Santa Fe, ihm die Bischofsweihe. Mitkonsekratoren waren Francisco Vicentín, Bischof von Corrientes, und Manuel Marengo, Bischof von Azul. Am 5. Oktober 1957 wurde er als Bischof inthronisiert. Am 28. Februar 1984 nahm Papst Johannes Paul II. seinen Rücktritt an. Am selben Tag erhob er sein bisheriges Bistum zum Erzbistum und ernannte Juan José Iriarte zum ersten Erzbischof.
Marozzi nahm an der ersten, zweiten und vierten Sitzungsperiode des Zweiten Vatikanischen Konzils als Konzilsvater teil.